# Thierry Gadou
Thierry Gadou, född 13 januari 1969 i Vieux-Boucau-les-Bains, Frankrike, är en fransk basketspelare som tog OS-silver 2000 i Sydney. Detta var Frankrikes första medalj på 52 år i herrbasket vid olympiska sommarspelen. Han har bland annat spelat för Élan Béarnais Pau-Orthez.